# Beau Geste (filme de 1966)
Beau Geste é um filme de aventura de 1966 baseado no romance de 1924 de PC Wren filmado pela Universal Pictures em Technicolor e Techniscope perto de Yuma, no Arizona e dirigido por Douglas Heyes. Esta é a menos fiel das várias adaptações cinematográficas do romance original. Nesta versão, existem apenas dois irmãos, em vez de três, e não há sequências que mostrem a vida de Beau antes de ingressar na Legião Estrangeira Francesa.

## Trama
Uma coluna da Legião Estrangeira Francesa chega ao remoto Forte Zinderneuf, designada para substituir os legionários que defendiam o forte. Ao chegarem, eles descobrem que o forte foi devastado por ataques tuaregues e o americano Beau Graves (Guy Stockwell) é o único sobrevivente. Depois que seu braço gravemente ferido é amputado, ele é questionado sobre o que aconteceu e sua história é revelada em flashback.
A coluna de Beau servia sob o comando do Tenente De Ruse (Leslie Nielsen) e do Sargento-mor Dagineau (Telly Savalas), o último dos quais é notório por seu tratamento severo aos homens sob seu comando. Ele é especialmente sádico em relação à classe de recrutas de Beau, esperando que isso os leve a revelar a ele qual dos homens é o autor de uma carta anônima que Dagineau recebeu ameaçando sua vida. Embora não tenha provas, ele suspeita de Beau, o que rende a Beau um tratamento particularmente brutal. Para obter mais informações, Dagineau usa os serviços do viscoso bajulador Boldini (que se re-alistou na Legião), promovendo-o a cabo como recompensa por espionar os homens.
O passado de Beau leva De Ruse a apelidá-lo de Beau "Geste". Especificamente, Beau fugiu e se juntou à Legião depois de ter confessado falsamente um desfalque realmente cometido por seu parceiro de negócios. Beau assumiu a culpa pelo bem da esposa de seu parceiro, a quem Beau também amava. Seu gesto nobre (francês: beau geste) provou ser inútil, pois o parceiro confessou e cometeu suicídio poucos meses depois. Esse desenvolvimento sugere que Beau pode recuperar seu amor perdido ao voltar para casa. Mas, como mais tarde ele relata a seu irmão mais novo John (Doug McClure), que finalmente conseguiu localizá-lo com a mesma notícia, ele considera injusto pedir a ela que espere por ele, pois agora ele está comprometido com um alistamento de cinco anos, sem garantia de que sobreviverá. Com conhaque, De Ruse informa Beau sobre os antecedentes de Dagineau como um ex-oficial educado em St. Cyr que foi rebaixado a praça quando todo o seu comando abandonou sua liderança.
De Ruse e seus homens são designados para socorrer o Forte Zinderneuf, mas no caminho para lá o destacamento da Legião é atacado pelos tuaregues, onde De Ruse é mortalmente ferido e enfermo com a chegada do grupo. Com Dagineau de volta ao comando, a brutalidade retorna e não demora muito para o motim dos legionários, com todos, exceto Beau e John, decididos a executar o sargento. Quando eles estão prestes a fazer isso, os tuaregues atacam. Apesar de seu ódio pessoal por Dagineau, ninguém duvida de sua excelência como comandante de batalha, então Beau convence os homens a libertá-lo para que ele os lidere na defesa do forte.
Enquanto legionários são mortos em ondas implacáveis de ataques tuaregues, Dagineau sustenta os corpos dos homens mortos nas muralhas do forte com seus fuzis apontados para seus atacantes. Entre os ataques, De Ruse fala em particular com Beau e confessa ser o autor da carta. Ele esperava assustar Dagineau para que mostrasse mais humanidade para com suas tropas. Ao morrer, De Ruse lamenta que, na verdade, isso só fez com que Dagineau tratasse os homens com ainda mais severidade.
Os legionários tentam resistir aos ataques, com Dagineau proclamando com confiança que os reforços estão a caminho deles. Mas, eventualmente, os únicos que ficaram vivos são Dagineau e Beau, que tem um braço gravemente ferido. Quando a coluna de socorro prevista chega, Dagineau atrasa sua entrada para que ele possa resolver as coisas com Beau de uma vez por todas. Ele diz a Beau que a Legião precisa de heróis e que todos os homens mortos ao seu redor podem ser apresentados como esses heróis, desde que ninguém saiba que eles se amotinaram. Portanto, ele não pode deixar Beau vivo para revelar a verdade sobre o que ocorreu no Forte Zinderneuf. Beau e Dagineau lutam, com Beau finalmente ganhando vantagem e atirando e matando Dagineau.
O flashback de Beau termina revelando que ele não contou essa história ao comandante da coluna de socorro que o questionou sobre o que aconteceu no forte. Ainda esperando a resposta de Beau, o comandante repete sua pergunta, e Beau diz a ele apenas que os homens deram suas vidas protegendo o forte. Sem mencionar a brutalidade de Dagineau, nem o motim, Beau apresenta todo o grupo como heróis — exatamente como Dagineau queria.
O comandante informa a Beau que o alto comando da Legião decidiu que não vale mais a pena proteger o Forte Zinderneuf e agora eles o abandonarão. Tendo perdido o braço, Beau será dispensado, e o comandante oferece sua esperança de que Beau tenha alguém para quem voltar. Beau sorri pensativo e responde que sim.

## Elenco
- Guy Stockwell como Beau Geste
- Doug McClure como John
- Leslie Nielsen como Tenente De Ruse
- Telly Savalas como Sargento-mor Dagineau
- David Mauro como Boldini
- Robert Wolders como Fouchet
- Leo Gordon como Krauss
- Michael Constantine como Rostov
- Malachi Throne como Kerjacki
- Joe De Santis como Beaujolais
- X Brands como Vallejo
- Michael Carr como Sargento
- George Keymas como Sargento de Pelotão
- Patrick Whyte como Cirurgião
- Victor Lundin como Vachiaro

## Produção
Gene Kelly foi originalmente definido para produzir e dirigir sob seu contrato com a Universal. Ele chamou o livro de "um clássico menor do século XX ... não o estamos atualizando". Quando ele deixou a Universal para fazer um filme na 20th Century Fox, o filme foi produzido por Walter Seltzer sob seu contrato com a Universal. Seltzer queria fazer o filme porque tinha "um título pré-vendido e contém essencialmente aqueles elementos de romance e aventura que originalmente eram o que os filmes tratavam... escapismo... O que me impressionou foi a vitalidade dos personagens e uma aventura onde você pode ser ultrajante. Com isso, quero dizer um tempo e um lugar tão distantes que permitem uma grande aventura sem a necessidade de falsificá-la." Outros executivos do estúdio lembraram que o chefe da MCA, Lew Wasserman, estava muito envolvido no filme como um de seus projetos favoritos; Wasserman também selecionou o diretor e roteirista Douglas Heyes, que realizou os dois trabalhos por relativamente pouco dinheiro.
Seltzer disse que o orçamento seria de US$ 4 milhões, US$ 2,5 milhões para produção, o restante para impressões e publicidade:

Ao contrário dos dois anteriores, não temos estrelas como tal. Estamos apostando em desconhecidos. Bem, isso é um nome impróprio; eles são conhecidos, mas não são estrelas. Certamente não antiquados... [Porque queremos] Atrair o público jovem – que constitui cerca de 80% do público que vai ao cinema.
Entre as mudanças das versões anteriores estão:
- transformando o sargento no personagem Dagineau - "mostramos o que o mal o motiva", disse Selzter, "nós o tornamos mais - ou menos - do que apenas um vilão negro";[6]
- três irmãos foram reduzidos a dois;
- os Gestes foram mudados de britânicos para americanos;
- a ação foi ambientada em 1906 e os nativos contra os quais a legião está lutando são tuaregues;
- remoção de cenas dos irmãos quando crianças ("que enrolaram e enrolaram" de acordo com Guy Stockwell[7]);
- remoção de personagens femininas notáveis e as sequências de Londres;
- simplificando a motivação de Geste para ingressar na Legião, "mais de acordo com a honestidade básica de hoje", segundo Selzter;[6]
- remover quaisquer flashbacks;
- o forte não é totalmente destruído no final, há um sobrevivente;
- a Legião Estrangeira Francesa decide abandonar o forte no final.[6]

Foi escrito e dirigido por Douglas Heyes, a quem Selzter descreveu como "muito visual". A estrela, Guy Stockwell, tinha contrato com a Universal e acabara de fazer The War Lord com Seltzer. Stockwell disse que Heyes "apenas tentou escrever um roteiro que funcionasse. Ele tinha que continuar dizendo a si mesmo que as versões anteriores eram muito ruins."
Como um truque publicitário, Seltzer tentou rastrear vários veteranos da Legião Estrangeira, perguntando se eles estavam interessados em aparecer no filme. Eles receberam mais de 500 consultas e 188 candidatos, eventualmente escalando 25, oito dos quais moravam perto de Los Angeles.
As filmagens começaram em novembro de 1965. Foi filmado perto de Yuma com interiores nos estúdios da Universal.
O filme foi o último trabalho creditado de Donald Robert Overall Hatswell (nascido em 3 de julho de 1898 em Norwood, Surrey, falecido em: 29 de junho de 1976). Hatswell era um ex-oficial da Marinha Real da Primeira Guerra Mundial cuja coleção de mais de 720.000 cartões postais com uniformes e medalhas o levou a ser um consultor técnico de filmes de Hollywood. Joseph Kane atuou como diretor da segunda unidade do filme.